# Alan Landy
Alan Landy – australijski zapaśnik walczący w stylu wolnym. Srebrny medalista mistrzostw Oceanii w 1990 roku.